# Панов, Виктор Васильевич
Виктор Васильевич Панов — командир расчета зенитного крупнокалиберного пулемета ДШК 18-го отдельного гвардейского дивизиона противовоздушной обороны 14-й гвардейской кавалерийской дивизии 7-го гвардейского кавалерийского корпуса 1-го Белорусского фронта, гвардии младший сержант — на момент представления к награждению орденом Славы 1-й степени.

## Биография
Родился 11 сентября 1918 года в деревне Громы Братского района Иркутской области в семье крестьянина. Русский. Член ВКП/КПСС с 1944 года. Рано остался сиротой, воспитывался у дяди. Окончил 7 классов сельской школы и уехал учиться в город Братск. Вернувшись в колхоз, стал работать ветеринаром.
В 1938 году был призван в Красную Армию. Срочную службу проходил в одной из кавалерийских частей на Дальнем Востоке. В 1940 году, демобилизовавшись, вернулся на родину. Работал в колхозе «Коллективист» ветфельдшером.
В июне 1941 года был вновь призван в армию и с сентября того же года участвовал в боях с немецко-фашистскими захватчиками под Москвой. В ноябре 1942 года в составе 14-й гвардейской кавалерийской дивизии принимал участие в окружении гитлеровской группировки под Сталинградом. Развивая успех, кавалеристы вступил на территорию Украины и завязал бои на подступах к Ворошиловграду. В бою у села Першино Панов, скрытно подобравшись к позициям противника, гранатами уничтожил пулемет, чем обеспечил взятие села. За это бой получил первую боевую награду — медаль «За боевые заслуги».
Летом 1943 года дивизия была переброшена под Смоленск. Действуя мелкими подразделениями по тылам врага, кавалеристы, взаимодействуя с партизанами, громили небольшие гарнизоны, штабы, нарушали связь, взрывали мосты, уничтожали склады. При возвращении из рейда во время перехода через линию фронта вышел из строя командир взвода. Панов заменил его, возглавил группу кавалеристов и вывел её в расположение своих войск.
Осенью 1943 года, после форсирования Днепра, дивизия наступала в общем направлении на город Калинковичи. К этому времени гвардии рядовой Панов был назначен в дивизион ПВО первым номером в расчет крупнокалиберного пулемета. В бою под деревней Березовка 1-я в упор расстреливал из крупнокалиберного пулемета цепи гитлеровцев, отразив три контратаки. Когда фашисты ворвались на артиллерийские позиции и захватили 76-миллиметровую батарею, Панов, смело выдвинувшись с пулеметом вперед, уничтожил прорвавшуюся группу противника. Всего в боях под деревней Березовка 1-я он уничтожил более семидесяти гитлеровцев. Несколькими днями позднее, при бое за село Короватичи, Панов опять отличился. Участвуя в отражении контратаки, он вывел из строя вражескую пушку, поджег автомашину с боеприпасами и уничтожил около тридцати гитлеровцев. Приказом командира по 14-й гвардейской кавалерийской дивизии от 31 декабря 1943 года за мужество и бесстрашие, проявленные в бою гвардии рядовой Панов Виктор Васильевич награждён орденом Славы 3-й степени.
В январе 1944 года после овладения городом Мозырь кавалеристы вели активные боевые действия вдоль реки Припять. За отвагу и мужество при форсировании реки Турья, захват и удержание плацдарма на западном берегу Панов был награждён орденом Красной Звезды. Летом 1944 года участвовал в освобождении Белоруссии и Польши. 23 июля 1944 года кавалеристы ворвались в польский город Люблин. Гвардии сержант Панов при бое за город уничтожил две огневые точки и около двадцати гитлеровцев. На следующий день, когда противник перешел в контратаку, Панов, стремительно вырвавшись вперед и выбрав удачную огневую позицию, расстрелял из пулемета около десятка гитлеровцев. Остальные побросали оружие и подняли руки. Среди них оказалось двое офицеров. Через четыре дня в бою за город Красник пулеметчики гвардейского расчета, вновь вырвались вперед и, поливая огнём противника, за несколько минут подавили два пулемета и уничтожили не менее десятка гитлеровцев. Развивая успех, гвардейцы вышли на Вислу, в районе Пулавы форсировали её и захватили плацдарм. Приказом по войскам 1-го Белорусского фронта 21 сентября 1944 года за мужество и боевое мастерство проявленные в бою гвардии младший сержант Панов Виктор Васильевич награждён орденом Славы 2-й степени.
14 января началась Висло-Одерская операция, 7-й гвардейский кавалерийский корпус был введен в прорыв на следующий день. Кавалеристы, тесно взаимодействуя с танкистами, 18 января завязали бой за город Лодзь. Гвардии младший сержант Панов, тщательно разведав цели, неожиданно для противника выдвинулся вперед и открыл уничтожающий огонь. В итоге за три минуты — три огневые точки, две автомашины и до десятка гитлеровцев. 29 января гвардейцы вышли на Одер. Расчет Панова одни из первых форсировал водную преграду. В боях за плацдарм на противоположном берегу пулемётчики уничтожил около сорока гитлеровцев. 30 января противник, подтянув свежие силы, стал теснить кавалерийские эскадроны. Отражая натиска врага, Панов был ранен но продолжал вести огонь пока не потерял сознание. За этот бой пулеметчик был представлен к ордену Славы 1-й степени. Выписавшись из госпиталя, Виктор разыскал свою дивизию в районе населенного пункта Клоссов на восточном берегу Одера. 18-й отдельный гвардейский дивизион ПВО в это время прикрывал переправу через Одер. Панов принял свой расчет. Во время очередного налета вражеских бомбардировщиков от разрыва фашистской бомбы вышли из строя соседние расчеты. Из своего рачета Панов остался один. И все-таки продолжал вести огонь по самолетам и сумел сбить один бомбардировщик. За этот подвиг был награждён орденом Отечественной войны 2-й степени. День Победы сержант гвардии младший сержант Панов встретил на Эльбе.
Указом Президиума Верховного Совета СССР от 31 мая 1945 года образцовое выполнение боевых заданий командования на фронте борьбы с немецкими захватчиками и проявленные при этом доблесть и мужество гвардии младший сержант Панов Виктор Васильевич награждён орденом Славы 1-й степени.
После окончания войны В. В. Панов был демобилизован. Вернулся на родину. В трудные послевоенный годы был председателем сельхозартели «Коллективист». Позднее вернулся к своей довоенной профессии — работал ветеринаром. После строительства Братской ГЭС деревня Громы попала в зону затопления Братского водохранилища. Пановы переехали в село Новая Куватка. Последние годы перед пенсией работал в строительном отделе. 23 ноября 1988 года после тяжелой болезни Виктор Васильевич Панов скончался.
Награждён орденами Отечественной войны 1-й и 2-й степеней, Славы 3-х степеней, Красной Звезды, медалями. В поселке Куватка, на доме где жил ветеран, установлена мемориальная доска.